# Fly on the Wall
A Fly on the Wall az ausztrál AC/DC együttes tizenegyedik albuma, amely 1985 júniusában jelent meg az Atlantic Records gondozásában. Ez volt tíz év után az első AC/DC-album, amelyen nem Phil Rudd dobolt, hanem Simon Wright, aki 1983 nyarán csatlakozott az együtteshez.

## Történet
Az előző lemezhez hasonlóan ennek is a két gitáros, Malcolm és Angus Young volt a producere. Az albumot a svájci Mountain Studiosban vették fel, ahol korábban a Queen és David Bowie lemezei készültek. Az albumhoz különálló videóklipek helyett egy komplett, sztorizós kisfilmet vettek fel, amelyben az album öt dalát játssza a csapat egy New York-i klub színpadán, némi közjátékkal az egyes számok között. A klipfilm szintén Fly on the Wall címen, a nagylemezzel egyidőben jelent meg VHS-en.
A Fly on the Wall LP az előző album, a Flick of the Switch eladási eredményeit sem tudta megismételni. Ausztráliában kitartott a népszerűségük (4. hely), de az angol albumlistán a 7. helyre estek vissza, az amerikai lemezeladási listán pedig a 32. pozíciót érték csak el a csökkenő eladások miatt.
Az együttesre és az albumra végül két, Amerikában elkövetett gyilkosság hívta fel a média figyelmét. Mindkét elkövető AC/DC rajongó volt, és emiatt nem csak a sajtó lett tele a zenekar nevével, hanem az „erkölcstelen” és „sátánista” dalszövegek cenzúrázásáért az Amerikai Egyesült Államok Szenátusánál lobbizó Parents Music Resource Center (PMRC) nevű szervezet is rájuk szállt. Az extra publicitásnak köszönhetően a lemezbemutató turné sikeresebb volt a vártnál. Ezután meglepetésre a People magazin az év albumának választotta a Fly on the Wallt, a horror író Stephen King pedig felkérte az együttest, hogy új filmjének (Maximális túlhajtás, 1986) zenéjében működjenek közre.
Az LP megjelenésével egyidőben kijött kislemezek nyomtalanul tűntek el, viszont a következő év januárjában kiadott "Shake Your Foundation" a kislemezlista 24. helyét szerezte meg Amerikában.

## Az album dalai

### Első oldal
1. "Fly on the Wall" – 3:43
2. "Shake Your Foundations" – 4:10
3. "First Blood" – 3:40
4. "Danger" – 4:22
5. "Sink the Pink" – 4:14

### Második oldal
1. "Playing with Girls" – 3:44
2. "Stand Up" – 3:53
3. "Hell or High Water" – 4:31
4. "Back in Business" – 4:22
5. "Send for the Man" – 3:26

## Közreműködők
- Brian Johnson – ének
- Angus Young – szólógitár
- Malcolm Young – ritmusgitár
- Cliff Williams – basszusgitár
- Simon Wright – dob

## Külső hivatkozások
- Fly on the Wall – AC-DC.net
- AC/DC UK Singles – crabsodyinblue.com
- Murray Enleheart, Arnaud Durieux: AC/DC Maximum Rock & Roll ISBN 978-963-87481-1-9 ShowTime Budapest, 2007 (magyarul)